# Assemblaggio archeobotanico
L'assemblaggio archeobotanico è l'insieme dei resti vegetali di un contesto archeologico, argomento di studi della paleobotanica.
L'assemblaggio viene determinato da eventi differenti, come l'attività umana, gli incendi naturali, l'attività degli animali (e particolarmente degli insetti), e la disseminazione, e altro. Per assemblaggio antracologico ci si riferisce allo stesso insieme, ma caratterizzato solamente da resti lignei.